# Catanduanes
Catanduanes je filipínský ostrov, který leží u jihovýchodního pobřeží severofilipínského ostrova Luzon. Od Luzonu je oddělen průlivem Maqueda. Na ostrově a přilehlých malých ostrůvcích se nachází stejnojmenná filipínská provincie o celkové rozloze 1511,50 km2. Provincie (a s ní i ostrov) náleží do regionu Bicol. Hlavním městem provincie je Virac na jihu ostrova.
V druhé polovině 16. století přišli na ostrov Španělé.